# Statsforvalter
Een statsforvalter (tot 2021 fylkesmann, meervoud: fylkesmenn) is de hoogste bestuurlijke representant van de Noorse overheid (de koning en de regering) in een zogeheten 'fylke'. De functie is vergelijkbaar met die van een commissaris van de Koning in Nederland of provinciegouverneur in België. 
Tot 2019 had elke provincie  een fylkesmann die door de koning op voordracht van de regering wordt aangesteld. De provincies Oslo en Akershus waren hierop een uitzondering, omdat ze een gemeenschappelijke fylkesmann hebben. Met ingang van 2019 is het aantal van 17 teruggebracht naar 10 waarbij deels vooruit wordt gelopen op de fusies van een aantal provincies (fylker) in 2020.
Naast de fylkesmann, die een orgaan is van de centrale overheid, kent elke provincie een eigen provincieraad, onder leiding van een fylkesordfører - oftewel burgemeester op provinciaal niveau. Deze persoon is niet dezelfde als de fylkesmann.

## Geschiedenis
- Van 1661 tot 1918 was de titel amtmann.
- Was in de periode tussen 1837 en 1975 voorzitter van het Amtsformannskapet (na 1917 fylkestinget genoemd), oftewel de provincieraad. Deze raad bestond uit één representant van iedere gemeente in de provincie.
- Een provincie (fylke) is zowel een aardrijkskundig gebied als een bestuurlijke eenheid. Deze begrippen worden vaak door elkaar gehaald in het dagelijks leven, terwijl men in bestuurlijke kringen de bestuurlijke eenheid het liever heeft over het fylkesmannsembetet.
- De grenzen van de aardrijkskundige gebieden zijn vrij oud, net zoals de provincies als bestuurlijke organen. Er zijn ook op regio-niveau andere bestuurskundige organen, namelijk die organen die onder ministeries vallen.

## Rol
De rol van de fylkesmann is tweeledig. Enerzijds representeert hij/zij de staat en houdt er toezicht op dat hetgeen in wetten en regels vastgelegd is ook uitgevoerd wordt. Anderzijds is deze persoon een spreekbuis voor de provincie wat betreft de ministeries en de staat. Impliciet is dat deze rol zowel probleemoplossend als coördinerend is, zowel voor provincies onderling als tussen gemeentes en de provincie of tussen de provincie en de staat. 
Bestuurlijk gezien valt de fylkesmann onder Planleggings- og samordningsdepartementet (het ministerie voor planning en coördinatie), maar is ook de uitvoerende macht voor een aantal andere ministeries. In het bijzonder betreft dit het Miljøverndepartementet (milieubescherming), Landbruksdepartementet (Landbouw), Barne- og Familiedepartementet (kind en gezin), Justisdepartementet (Justitie), Kommunaldepartementet (Gemeenten) en Sosial- og helsedepartementet (sociale zaken en gezondheid).

## Taken
Van oudsher heeft de fylkesmann drie hoofdtaken gehad:
1. als de hoogste vertegenwoordiger van de Koning, de Regering en het Noorse parlement Storting in de provincies is hij/zij een schakel (bemiddelaar / coördinator) tussen de centrale regering enerzijds en lagere bestuurlijke niveaus en de (lokale) bevolking anderzijds.
2. specifieke taken, opgelegd door de staat (de wetgevende of uitvoerende tak) waardoor de ambtsdrager door zijn taken verder wordt gedefinieerd als de representant van de centrale regering.
3. toezicht houden op en adviseren van de gemeenten, evenals een zekere mate van sturing en controle wat gespecificeerde opgaven betreft.

De eerste twee taken zijn sinds de Middeleeuwen een deel van het takenpakket geweest, terwijl de laatste een resultaat is van de hervorming van het lokale bestuur. Deze hervorming werd ingevoerd in 1837 samen met een tegelijkertijd ingestelde ordening voor de gemeenten. Door de overeenkomst met de taken van de amtmann, werden ook deze taken eraan toegevoegd.
Verder is in veel gevallen waar besluiten volgens de wet door een ministerie gemaakt moeten worden, het beslissingsrecht aan de fylkesmann overgedragen.

## Uitzonderlijke gebieden
Spitsbergen (Noors: Svalbard) en Jan Mayen vallen buiten het patroon dat boven is beschreven. 

### Spitsbergen
Spitsbergen heeft een sysselmann die verantwoordelijk is voor alle aspecten van de civiele samenleving op de eilanden. Een sysselmann wordt voor een periode van 3 jaar door de koning aangesteld en krijgt dezelfde macht als een fylkesmann. Maar hij is verder ook hoofd van politie, openbaar notaris en hulprechter aan het kantongerecht, mocht er niemand aangesteld zijn om deze functies te vullen.

### Jan Mayen
Vanaf 1930, toen Jan Mayen een deel van Noorwegen werd, lag de verantwoordelijkheid voor het bestuur bij de sysselmann van Spitsbergen. Hij was de vertegenwoordiger van de Noorse overheid en ook verantwoordelijk voor zaken omtrent bescherming van milieu en cultuurerfgoed. 
De fysieke afstand tussen Jan Mayen en Spitsbergen maakte het beheer van het eiland moeilijk wat betrof de bovengenoemde onderwerpen. Flora en fauna waren niet goed geregistreerd en de invloed van de bewoners op het eiland op de natuur was ook niet in kaart gebracht. 
Uiteindelijk werden het deze onderwerpen die ervoor zorgden dat de bestuurlijke verantwoordelijkheid werd gedelegeerd aan de fylkesmann van de provincie Nordland op 1 januari 1995.